# Ardisia adenopes
Ardisia adenopes là một loài thực vật có hoa trong họ Anh thảo. Loài này được R.H.Miao mô tả khoa học đầu tiên năm 1993.